# 第五地区
第五地区（英语：Administrative Zone 5）是埃塞俄比亚阿法尔州的五个地区之一，囊括了埃塞俄比亚高原的东半部，西南为第三地区，西接阿姆哈拉州，北邻第一地区。达威苏丹国的管辖区域亦主要在本区内。